# ユリア・ステパノワ
ユリア・イゴレヴナ・ステパノワ（旧姓ルサノワ、ロシア語: Юлия Игоревна Степанова (Русанова)、1986年7月3日 - ）は、ロシアの陸上競技選手。専門は800m。

## ドーピング問題と告発
2013年2月26日、生体パスポートに異常値がみられたとして国際陸上競技連盟（IAAF）から2年間の出場停止処分を受けた。また2011年3月3日以降のステパノワの記録はすべて抹消された
2014年、ステパノワはロシア反ドーピング機関（RUSADA）の元職員である夫ビタリー・ステパノフと共に、ジャーナリストのハイオ・ゼッペルト (Hajo Seppelt) が制作したドイツのドキュメンタリー番組に出演した。ドイツの公共放送ARDが運営するテレビチャンネルDas Erste（ダス・エルステ）で放映された同番組は、ロシアスポーツ界の大規模ドーピング不正行為を告発するものであり、その内容は、ロシアスポーツ当局者が選手の収入の5%と引き換えに禁止薬物を選手に提供しており、ドーピング検査官とも共謀して偽テストを行っているというものであった。ウラジーミル・プーチン大統領の報道官は、ステパノワを「ユダ（裏切り者）」と呼んで非難した。
国際陸上競技連盟は、2016年7月、問題発覚の端緒になった証言に配慮し、ユリアがリオ五輪を含む国際大会に中立選手として参加できることを認めた。しかし、国際オリンピック委員会は過去にドーピングで陽性反応を示したユリアの五輪出場を認めず、ユリアは委員会に異議を申し立てた。

2016年10月24日、国際オリンピック委員会は、夫ビタリー・ステパノフを反ドーピングのコンサルタントとして雇用し、ユリアにもトレーニング費用などについて援助していると公表した。

## 私生活
クルスク出身。2009年にビタリー・ステパノフと結婚し、2013年11月に長男を出産している。旧姓はルサノワ。2014年12月、夫と息子と共にロシアからドイツに永久移住したが、2016年現在はアメリカ合衆国に居住している。Das Ersteでドキュメンタリーが放映された後、ロシアのマスコミが「ステパノワの告発はカナダへの政治亡命を認められるための策略」だと報道した件についてはこれを否定している。

## 記録
| 年         | 大会                             | 会場                  | 結果       | 種目       | 補足       |
| ロシア代表 | ロシア代表                       | ロシア代表            | ロシア代表 | ロシア代表 | ロシア代表 |
| ---------- | -------------------------------- | --------------------- | ---------- | ---------- | ---------- |
| 2011       | ヨーロッパ室内陸上競技選手権大会 | フランス パリ         | 無効       | 800 m      | 2:00.80    |
| 2011       | 2011年世界陸上競技選手権大会     | 韓国大邱広域市        | 無効       | 800 m      | 1:59.74    |
| 2012       | 2012年世界室内陸上競技選手権大会 | トルコ イスタンブール | 無効       | 800 m      | 2:01.87    |